# Koudmakend mengsel
Een koudmakend mengsel of cryogeen mengsel is een mengsel van stoffen dat veelal spontaan afkoelt doordat het niet in evenwicht is. Volgens de fasenleer kan een systeem dat bestaat uit een zout, een oplossing van het zout in water, en ijs, alleen in evenwicht verkeren bij het eutectisch punt. De temperatuur die behoort bij het eutectische punt, ligt altijd beneden het smeltpunt van ijs.

## Principe
Wanneer men een zout toevoegt aan smeltend ijs, dan zal er, doordat er wat zout oplost in het aanwezige water, een systeem ontstaan dat niet in evenwicht is. Om nu de evenwichtstoestand te kunnen bereiken, zal er ijs smelten en zout oplossen, waarvoor warmte nodig is. Die warmte wordt aan het mengsel onttrokken, dat daardoor afkoelt. De absorptie van warmte gaat door totdat het zout is opgelost of het ijs gesmolten is. Als beide stoffen in grote hoeveelheden aanwezig zijn, dan daalt de temperatuur tot het eutectisch punt. Het systeem blijft dan op deze temperatuur tot door opname van warmte uit omgeving van het systeem al het ijs gesmolten is of al het zout is opgelost. Pas daarna kan de temperatuur weer stijgen. Hetzelfde treedt op bij andere mengsels met een eutectisch punt als bijvoorbeeld droogijs en aceton. Bij een mengsel van keukenzout en ijs kan een temperatuur van -21°C worden bereikt; voor calciumchloride en ijs is dit -55°C.

## Toepassingen
In het laboratorium worden koudmakende mengsels gebruikt voor koeling van andere mengels of stoffen en voor het bereiken van temperaturen beneden 0°C, doorgaans in een koelbad.